# Evolution Robotics

Evolution Robotics

Evolution Robotics war ein US-amerikanisches Unternehmen für Robotertechnologie aus Pasadena, Los Angeles County, Kalifornien. Zu den Produkten gehörten Lösungen für maschinelles Sehen, Lokalisation und autonomes Navigieren. Evolution Robotics kooperierte mit der University of Cambridge und galt als technologieführend im Bereich der visuellen Objekterkennung. In den letzten Jahren trat Evolution Robotics zudem als Hauptsponsor mehrerer Robotik-Wettbewerbe und -Konferenzen in Erscheinung.
Software von Evolution Robotics zur Objekterkennung wurde bereits vom Korean Institute of Industrial Technology und der Sony Robotics Division lizenziert. Evolution Robotics arbeitete außerdem mit IBM und Wowwee zusammen.
Seit 2004 besaß Evolution Robotics eine Europa-Niederlassung in Velbert.
2012 wurde es von iRobot für 74 Mio. US-Dollar gekauft.